# 이재록
이재록(李載祿, 1943년 5월 23일~2023년 12월 31일)은 한국의 기성 기독교 교단들로 부터 이단 판정을 받은 사이비 종교 교주이다. 만민중앙교회측의 주장에 의하면 교회의 위임목사이자 당회장이며, 이재록이 설립한 예수교대한연합성결회 총회장이다.
이재록이 자신을 스스로 '신(성령 하나님)'이라 한다. 그러나 2018년에 여신도 성폭행관련 재판중에는 이를 부정한 바 있다. 또한, 교회 개척 후 직통계시를 통해 마지막 때의 사명과 면류관을 닮은 대성전 건축에 대해 사명을 받았다고 줄기차게 주장하였으나 대성전은 건축도 못했고, 스스로를 원죄도 자범죄도 없는 깨끗한 피를 가졌기에 죽음도 피해간다는 말을 하였으나 결국 2023년에 투병중 사망하고 말았다.
이재록이 성폭행범으로 구속된 후 실형을 선고 받자 교회는 내분에 휩싸였고 신도들이 대거 이탈하며 교세가 크게 위축되었다.

## 어린 시절

### 출생과 성장
1943년 전라남도 무안군 해제면 산길2리 구등마을에서 부친 이차범과 모친 조감장 슬하에 3남 3녀 중 셋째 아들로 태어났다. 광복후 3살 되던해인 1946년에 전남 장성군 남면 분향리로 이주하였기에 이재록은 어린 시절을 장성군에서 보냈다. 부친은 일제강점기때 일본을 왕래하며 여러 사업을 하였으나 장성으로 이주한 이후에는 모든 사업을 접고 경제활동을 하지 않았기에 모친이 생계를 책임져야 했다. 부친 이차범은 칩거하며 독서에 열중했고 가끔 찾아오는 손님들과 한학(漢學)을 견주었다 한다.

### 학창 시절
분향초등학교를 거쳐 광주에 있는 송정중학교를 1959년에 졸업한후 서울 성동구 신당동에 사는 큰 누나 집에 기거하며 단국공고를 다녔다. 한양대 공대 재학중에 휴학하고 입대했으며, 전역 직전에 친척의 소개로 이복님과 펜팔을 주고 받다가 1968년 1월 17일에 결혼하였다. 이재록은 부모로 부터 유산을 미리 상속받았으나 사기를 당하여 전재산을 날려버렸기 때문에 대학에는 복학하지 못한채 신문사에 취직하였다.

## 목회 활동

### 신앙 생활
자서전을 통한 이재록의 주장에 의하면, 그는 결혼 후 7년간 각종 질병을 앓았는데, 그의 둘째 누이의 권유로 1974년 4월에 현신애 재단의 부흥집회에 참석하여 기적적으로 모든 질병을 치료받았다고 한다. 이재록은 본래 무신론자였으나 질병치유의 체험을 계기로 개신교 신자가 되었고, 이후에는 건축노동일과 서점을 운영하며 신앙생활을 하였다. 그러던 중에 직통계시를 통하여 부름을 받았고 한다.

### 교회 개척
성결 신학교에 진학하여 신학수업을 받았으며 4학년 시절인 1982년 7월 25일 서울 동작구 신대방동에서 만민교회를 개척하였다. 창립예배는 동년 10월 10일날 진행되었다. 1983년에는 만민기도원을 설립했고, 1984년 3월 만민선교원을 열었으며, 교세가 점차 성장함에 따라 1984년 12월 31일 동작구 대방동으로 교회를 이전했다. 1986년 5월 목사 안수를 받았으며, 1987년 동작구 신대방동으로 다시 교회를 이전했다.

### 이단판정과 제명
교세가 크게 성장하던 중에 이재록은 자신이 속해 있던 예수교대한성결교단으로부터 1990년 5월 1일에 이단판정을 받고 제명당했다. 이재록의 목회 활동은 그간 많은 이단 시비가 있었기에 이에 대해 교단 차원에서 조사가 진행되었는데, 그 결과로 1989년 12월 18일에 교단은 만민교회측에 9가지 시정사항을 권고했다. 그러나 이에 대해 만민중앙교회는 수용불가와 그에 따른 해명 자료를 교단측에 보냈으나 몇 달 후 교단에 의해 기각됨과 동시에 총회를 통해 제명처분을 받았다.
이단판정과 제명 조치에 대해 이재록은 자신의 저서를 통해 '총회 심리부의 목사들이 자신이 이야기 한 적이 없는 내용들을 말한 것처럼 매도하여 이단으로 정죄하였다.'라고 밝히고, '5월 1일 있었던 총회 장소에 300여 명의 대의원 중 90여 명만 남아 있는 상태에서 지방회에 속해 있는 대의원들 30명이 이재록 목사 파직 가결에 손을 들었으며 자신의 좌석을 배치하지 않아 억울함을 소명할 기회 자체를 박탈했다.'라고 주장했다.

### 독립교단 설립
소속 교단에서 제명당한 이재록은 1991년 7월 1일 '예수교연합성결회'라는 독립교단을 창립하였고, 초대 총회장으로 선출되었다. 같은 해 2월 10일 서울시 구로동의 네 번째 교회 건물로 이전한다. 1996년 미국 킹스웨이 신학대학에서 목회학 박사 학위를 수여받았다.

### 해외 선교
1999년에 MBC 주조정실 난입사건 이후, 국내 여론이 악화되자 이재록은 해외로 교세 확장을 꾀하기 시작했다. 이에 따라 탄자니아, 아르헨티나, 우간다, 일본, 파키스탄, 케냐, 필리핀, 온두라스, 인도, 러시아, 독일, 페루, 콩고민주공화국, 미국, 이스라엘 등지에서 해외 연합대성회를 개최하면서 교세를 넓혀 해외에도 지교회와 다수의 협력교회를 확보했다. 그 밖에도 이재록은 여러 직함을 가지고 활동하였으며 종교계 연합체인 기독교세계부흥선교협의회 상임총재로도 재직하였다.

## 사망과 교세 위축

### 사망
2018년에 여신도들을 성폭행한 혐의로 고소당한 후 구속 수사가 진행되었다. 2019년 8월 대법원에서 여신도 9명을 수년에 걸쳐 상습적으로 성추행 및 성폭행한 혐의로 징역 16년형을 선고받은 후 대구교도소에서 수감생활을 이어갔으나, 2023년 3월 대장암이 발병하여 협집행 정지로 풀려났다. 경기도 가평에 있는 기도처에서 투병생활을 하던 중에 2023년 12월 31일 오전 11시경에 사망하였다. 당회장 직무대행은 이재록의 셋째 딸인 이수진이 맡고 있다. 만민중앙교회 측은 이재록이 사망한 것은 사실이나 자세한 사인에 대한 언급은 피하고 있다.

### 교회의 분열과 변화
이재록이 구속되고 실형이 선고되자 교회내 신도들은 크게 동요했고 각종 내분이 벌어지며 분열되고 이탈자가 대거 발생하여 교세가 크게 위축되었다. 대언자 역할을 하던 쌍둥이 자매 목사인 이희진, 이희선은 당회장 권한대행을 맡은 이재록의 막내딸 이수진과 대립하다가 만국교회를 설립하여 분리독립하였다. 이수진 역시 입지가 크게 줄어들었는데, 이는 그녀가 그동안 신도들을 속이고 남자 전도사와 동거생활을 하다가 낙태를 하는 등의 비리가 들어났고 이를 이수진 역시 인정했기 때문이다. 교회가 있던 자리도 현재 매각된 후 새로운 건물이 건설되고 있으나 만민중앙교회은 새로운 성전을 구하지 못한 상태에 있다. 하지만 최근 기존 성도들이 결집하고 있고 신유의 역사가 계속 되고 있어 교세가 확장될 가능성도 있다.

## 논란

### 단물 사건

#### 권능의 무안단물
지교회중 하나로 전남 무안군에 위치한 무안만민교회는 식용수가 부족하여 지하수를 팠지만 바닷물이 너무 많이 섞여 나와 식용으로는 부적합한 문제를가지고 있었다. 이 문제를 위해 2000년 3월 4일 이재록 목사가 기도하자 이튿날 짠물이 마실 수 있는 물로 변했다고 한다. 이에 대해 만민측은 약 3,500년전 출애굽 당시 모세의 기도에 의해 마라의 쓴물이 단물로 변한 사건과 동일한 기적이라 하며, 이 '무안단물'을 먹거나 바르면 질병치유와 여러 기적이 생긴다고 주장해 왔다.
MBC가 무안단물을 식약청에 검사의뢰한 결과 식용 부적합 판정을 받았다고 보도하자 교회 측은 2007년 무안단물이 미국 FDA의 미네랄, 중금속 등 여러 검사 결과 기능성 미네랄 음료로써 안전하고 우수함이 확인됐다고 발표했고, 검사 결과 보고서 두 건을  홈페이지에 게재하였다. 그러나 무안단물은 2020년 11월에 수질 기준 부적합 판정을 받아 폐공되었다. 현재 만민측은 2022년에 조경용으로 다시 허가를 받아 사용하고 있다. 아무튼, 무안단물에 대한 이야기가 대중적으로 널리 알려지면서 한국의 인터넷상에서 패러디의 소재로 쓰이기도 했다.

#### 무안단물 수족관
만민중앙교회에서는 민물고기와 바닷물 고기가 공생하는 '무안단물 수족관'을 서울에 소재한 교회내에 운영, 공개한 적이 있는데, 이 또한 무안단물의 신비로움 이라고 주장한 바 있다. 그러나 이에 대해서 과학계에서는 일반적으로 강 하구에 짠물과 민물이 섞인 기수(汽水, brackish water)가 형성되는데, 이 기수가 형성되는 구역에는 일부 민물고기와 바닷물 고기가 공생하는 것을 관찰되고 있으며, 당연히 단물에 의한 신비한 현상은 아니고 과학적으로 소명(疏明) 가능한 현상이다. 민물에 소금을 혼합하여 염도를 조절하는 방식으로 재현도 가능하다.

#### 단물의 기원과 문제점
생명체의 약 70%을 차지하는 물은 일상에 꼭 필요한 요소로 수분손실이 4~10% 정도 발생할 경우에 혼수상태에 빠지거나 생명유지가 어렵게 되기도 하므로 생명수라는 표현을 쓰기도 한다. 좋은물은 치병과 장수에 도움이 된다는 신앙이 구전되고 있으며 실제 약수나 온천수는 위장병, 피부병 등 각종 질병에 효능이 있다고 알려져 있다. 또한, 카톨릭을 비롯한 이슬람 등 여러 종교에서는 성직자가 축성(祝聖)한 물이 존재하며 이를 종교의식에서 사용하는 등 인류가 가지는 물에 대한 생각은 대체적으로 긍정적인 편이다.
그러나 무안단물과 같이 기독교 계열 신흥종교에서 사용하는 성수는 이용방법이나 성격이 조금 다르다. 한국에 처음으로 기적의 생명물(성수) 개념을 도입한 사이비 종교교주는 신앙촌으로 유명한 박태선이었다. 1956년부터 박태선이 생명물을 이용한 이래 할렐루야 기도원의 생수, JMS의 월명수 등 후대의 여러 사이비 종교들이 교세확장과 치부의 수단 그리고 불치병을 치유할 수 있다는 기적의 성수라는 미명하에 활용하고 있으며, 무안단물도 이와 유사한 사례라 할 수 있다.

### MBC 난입 사건
1999년 MBC는 이재록의 비리 의혹을 다루는 PD수첩을 방영하려 했으나, 신도들이 방송국을 점거하여 방송을 방해하였다.
PD수첩은 당시 이재록의 미국 원정도박, 불법 건축물 문제, 신도명의의 불법대출, 헌금 강요, 성추문에 대해 방송하려 했으나, 법원이 가처분 신청을 받아들여 성추문과 관련된 내용은 제외되었으나, 신도들의 방송사 난입으로 방송이 7분간 중단되었다.
문화방송은 해당 사건에 대해 손해배상을 청구하였으나, 법원은 만민중앙교회와 부목사 등의 책임은 인정하였으나, 이재록 목사의 책임은 인정하지 않았다. 재판부는 이어 "이재록 목사의 경우는 방송사 난입에 가담하거나 피고들의 불법행위를 교사했다는 증거가 없다"고 밝혔다.
또한 서울지방법원 남부지원(제1민사부)은 지난 14일 만민중앙교회와 이재록 목사가 MBC를 상대로 낸 '반론보도청구' 일부를 받아들여 총 23건의 반론보도를 하라고 판결했다. 서울지법은 MBC가 충분한 반론기회를 제공하였다고 인정하기에 부족하고 달리 이를 인정할 증거가 없으며, 방송국에 들어가 불법적인 방법으로 방송을 방해한 당사자도 아닌 이재록 목사 등 청구인들에게 반론보도청구까지 할 수 없게 할 순 없다며 만민중앙교회와 이재록 목사가 반론보도를 청구한 62건 프로그램 중 23건에 대해 반론보도하라고 판결했다.
MBC는 이에 대해 반론보도를 정지시키는 간접강제 집행정지를 법원에 냈으나 기각됐다.

### 여신도 성폭행 사건
이재록이 여성 신도들을 1990년대 후반부터 2015년까지 성폭행을 하거나 성추행을 했다는 고소가 2018년에 제기되었다. 피해자들은 이재록이 성관계를 신의 지시나 신의 요구라고 강요했다고 주장했다. 이재록이 여신도들에게 영육 간 하나가 되자며 하나팀을 만들었고 자신을 성령 하나님으로 믿게 한 뒤 성관계를 유도했다는 것이다. 또한 피해자들은 이재록이 성폭행을 한 후 피해자에게 매번 돈을 건넸다고 주장했다. 이재록은 이러한 주장이 모두 사실이 아니라며 이러한 내용의 방송을 금지하는 가처분 소송을 진행했지만 기각되었다. 경찰은 이재록에 대해 '상습 준강간' 혐의로 서울중앙지방법원에 구속영장을 신청하였으며, 서울중앙지방법원은 범죄 혐의가 소명되고 도주와 증거 인멸의 우려가 있다며 이재록에 대한 구속영장을 발부했다.
교회 교인을 상습적으로 성폭행한 혐의로 1심에서 중형을 선고받고 항소심에서 서울고법 형사11부(성지용 부장판사)는 17일 상습준강간 등 혐의로 기소된 이 목사에게 징역 15년을 선고한 원심을 파기하고 징역 16년을 선고했다. 2019년 8월 9일, 대법원은 징역 16년을 선고한 2심 판결을 확정하였다. 수감 생활 3년 5개월 만에 대장암이 발병함으로 인해 형집행정지로 석방되었으며, 투병생활을 이어가던 중에 2023년 12월 31일에 사망하였다.

## 저서
저서로는 간증수기 《죽음 앞에서 영생을 맛보며》 《나의 삶 나의 신앙》을 비롯하여 《십자가의 도》,《천국》, 《지옥》 등 100여 권의 저서가 있으며 70여 개국 언어로 번역되었다.

## 같이 보기
- 만민중앙교회
- 이단
- 사이비 종교
- 신흥 종교
- 한국의 신흥종교

- 신흥 종교 목록